# Brindabella Range
Brindabella Range är en bergskedja i Australien. Den ligger i delstaten New South Wales, i den sydöstra delen av landet, omkring 280 kilometer sydväst om delstatshuvudstaden Sydney.
I omgivningarna runt Brindabella Range växer i huvudsak städsegrön lövskog. Trakten runt Brindabella Range är nära nog obefolkad, med mindre än två invånare per kvadratkilometer. Genomsnittlig årsnederbörd är 1 197 millimeter. Den regnigaste månaden är februari, med i genomsnitt 188 mm nederbörd, och den torraste är oktober, med 72 mm nederbörd.